# Le Lion rouge
"Pincez Tous vos Koras, Frappez les Balafons" (em português:  Todos toquem suas corás, batam seus balafons) é o hino nacional do Senegal, adotado em 1960, logo após conquistar sua independência da França. A letra é de autoria de Léopold Sédar Senghor, que além de poeta foi o primeiro presidente do país. A música é do compositor francês Herbert Pepper, que também compôs o hino nacional da República Centro-Africana.